# Zdzisław Engel
Zdzisław Engel (ur. 14 maja 1920 w Poznaniu, zm. 25 września 1987) – polski działacz komunistyczny i partyjny, w latach 1956–1957 I sekretarz Warszawskiego Komitetu Wojewódzkiego PZPR.

## Życiorys
Syn Bronisława i Józefy. Kształcił się w Centralnej Szkole Partyjnej (1949–1951). Od lipca 1946 członek Polskiej Partii Socjalistycznej, następnie od grudnia 1948 Polskiej Zjednoczonej Partii Robotniczej. Od 1948 do 1949 był zastępcą kierownika Wydziału Rolnego Komitetu Wojewódzkiego PZPR w Poznaniu, następnie od 1951 do 1953 – kierownikiem Wydziału Rolnego KW PZPR we Wrocławiu. W latach 1953–1955 sekretarz ds. rolnych KW w Bydgoszczy, następnie do 1958 na analogicznym stanowisku w Warszawskim Komitecie Wojewódzkim PZPR. Od 25 października 1956 do 5 stycznia 1957 pozostawał I sekretarzem WKW PZPR na fali odwilży październikowej. W latach 1959–1966 zastępca kierownika Wydziału Rolnego Komitetu Centralnego PZPR.
Został pochowany na cmentarzu wojskowym na Powązkach (kwatera B3-2-1).

## Odznaczenia
- Krzyż Komandorski Orderu Odrodzenia Polski (1964)[4]

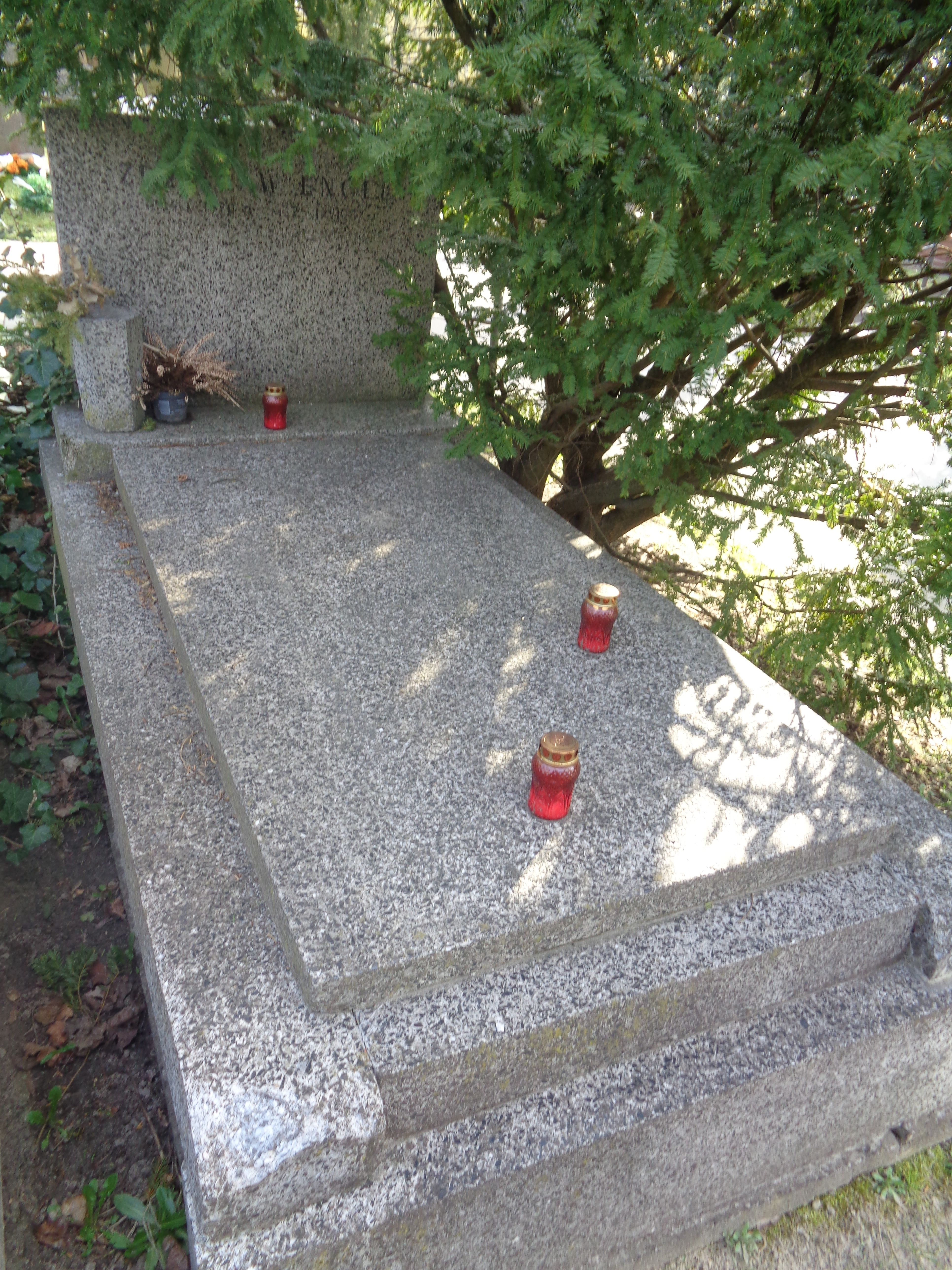
Nagrobek Zdzisława Engela na Cmentarzu Wojskowym na Powązkach